# R2-D2

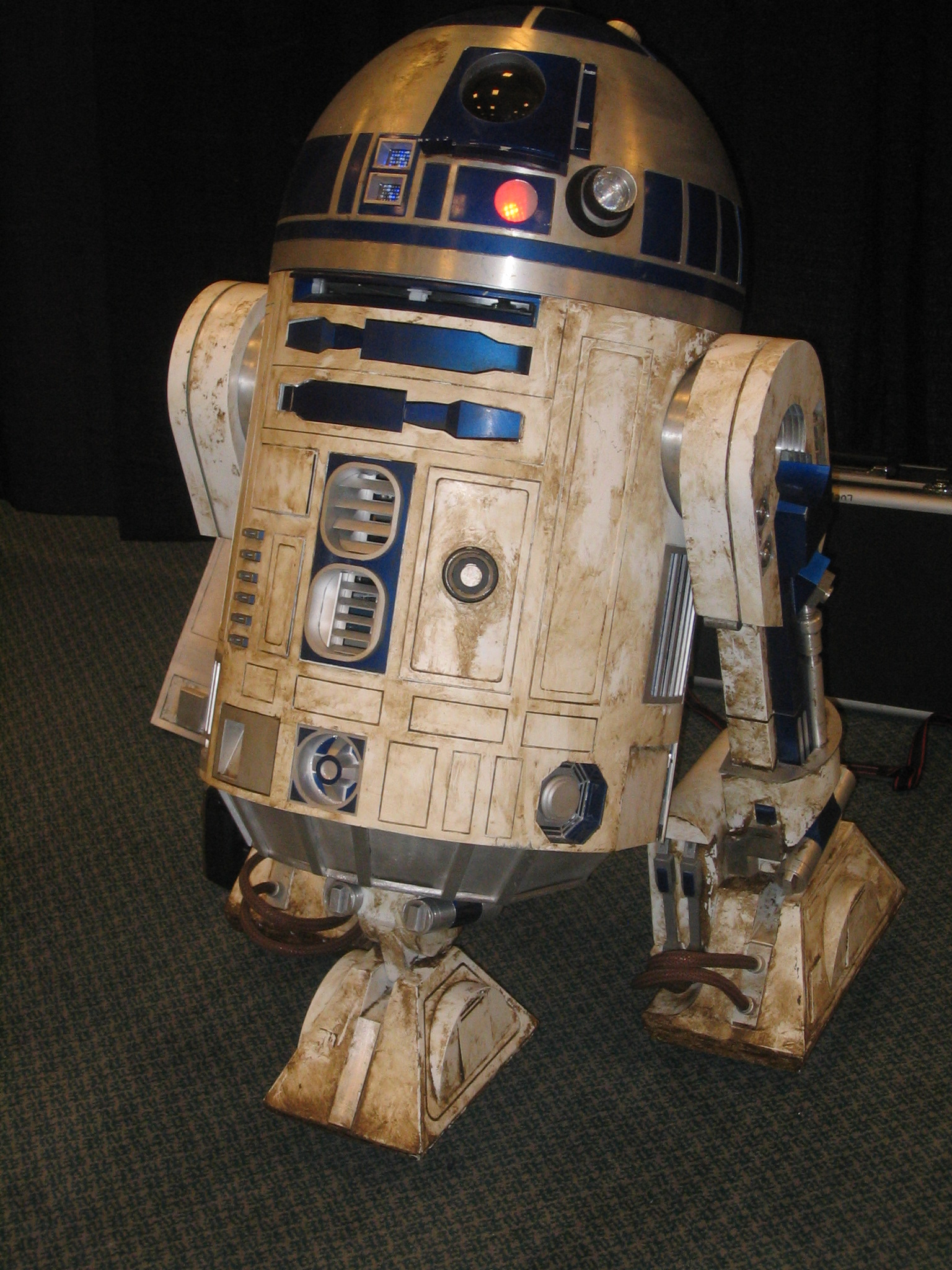
Model robota R2-D2 z filmové série Hvězdné války.

R2-D2 (vyslovuje se [ártúdýtú]) je fiktivní robot vystupující ve filmové sérii Hvězdné války. Jedná se o malého kosmického servisního robota (astrodroid) sériové výroby, bílomodré barvy a válcovitého tvaru s půlkulovou hlavou.
Označení R2-D2 znamená Robot druhé generace, Droid druhé série. R2-D2 je astromechanický droid, který funguje místo opraváře na lodi. Je nejinteligentnějším droidem tohoto typu. Jeho nerozlučným přítelem je protokolární droid C-3PO.
R2-D2 se objevil ve všech dílech ságy, poprvé tedy v roce 1977 ve snímku Nová naděje. Poprvé vystupoval na palubě lodi královny Amidaly, když jako jediný z astrodroidů přežil útok a zachránil loď s hrdiny. Za tento skutek obdržel vyznamenání planety Naboo. Postupně se stal majetkem Anakina Skywalkera. Na konci třetí epizody spadal do držení kapitána jménem Raymus Antilles.
Ve čtvrté epizodě obdržel od princezny Leiy Organy úkol, aby našel a kontaktoval Obi-Wana Kenobiho na planetě Tatooine. Také se aktivně zapojoval do Klonových válek, kde několikrát zachránil Republiku. Jednou se dokonce málem stal zdrojem informací Separatistů kvůli tomu, že mu Anakin nikdy nemazal paměť.
Naposledy se objevil ve filmu Star Wars: Síla se probouzí. 
Autory této postavy jsou George Lucas a trpasličí herec Kenny Baker.

## R2-D2 v Praze
Na začátku října 2017 přemaloval Petr Cífka s kamarádem Filipem Broukem větrací šachtu starého krytu civilní ochrany na okraji parku na Folimance, na konci ulice Lublaňská (pod Nuselským mostem) do podoby robota R2-D2. Ke svému dílu se přihlásili až v lednu 2019.
Starostka Prahy 2 Jana Černochová prohlásila „Tato výzdoba nevzhledné šachty se nám líbí. Kde jinde by měl stát robot, než v městské části, která je tak spojena s autorem tohoto termínu, Karlem Čapkem?“ Robot tak v parku zůstane, podle Černochové to však neznamená že bude radnice tolerovat vandaly a nelegální sprejerství.